# 10974 Керолальберт
10974 Керолальберт (10974 Carolalbert) — астероїд головного поясу, відкритий 29 вересня 1973 року.
Тіссеранів параметр щодо Юпітера — 3,478.